# Joseph Anton Schmid
Joseph Anton Schmid, auch Anton Schmid und Josef Anton Schmid geschrieben, (* 19. März 1827 in Heideck; † 9. März 1881 in München) war ein katholischer Geistlicher, Professor der Theologie und Reichstagsabgeordneter.

## Leben
Anton Schmid studierte Theologie und wurde zum Dr. theol. promoviert. 1851 wurde er zum Priester geweiht. 1852 wurde er Dozent und 1853 Professor der Exegese und der hebräischen Sprache am Lyceum in Eichstätt. 1858 wurde er Pfarrer in Schrobenhausen, 1867 Domherr in Bamberg und 1868 Professor der Dogmatik am dortigen Lyceum.
Von 1863 bis zu seinem Tode war Schmid Mitglied des bayrischen Landtags, von 1871 an war er regelmäßig Referent für den Etat des Kultusministeriums. In der 11. Wahlperiode, dem 21. und 22. Landtag von 1863 bis 1869, war er Mitglied für den Wahlbezirk Schrobenhausen. Anschließend war er Abgeordneter für den Wahlbezirk Pfaffenhofen. Sein Nachfolger nach seinem Tod wurde Pius Asam. Er gehörte der Patriotenpartei an.
Von 1871 bis 1877 war er Mitglied des Deutschen Reichstages für den Reichstagswahlkreis Oberbayern 3 (Aichach) für das Zentrum.

## Schriften
- Die niederen Schulen der Jesuiten. Manz, Regensburg 1852.
- Das Buch der Weisheit, übersetzt und erklärt. Verlag von Mayer & Compagnie, Wien 1858.
- Kirche und Bibel. Hueber, Schrobenhausen 1862.